# Ultra Bra
Az Ultra Bra egy finn pop-rock együttes, amely 1994 és 2001 között létezett.

## Története
Az együttest a Finn Demokratikus Ifjúsági Liga által szervezett dalverseny alkalmából alapították, kezdetben nem szántak neki hosszú jövőt, de miután megnyerték a versenyt, a tagok úgy döntöttek, hogy folytatják a zenélést. A kezdeti időszakban Joel Melasniemi nővére, Vilma Melasniemi színésznő is énekelt az együttesben.

## Fordítás
- Ez a szócikk részben vagy egészben  az   Ultra Bra című finn Wikipédia-szócikk ezen változatának fordításán alapul.  Az eredeti cikk szerkesztőit annak laptörténete sorolja fel. Ez a jelzés csupán a megfogalmazás eredetét és a szerzői jogokat jelzi, nem szolgál a cikkben szereplő információk forrásmegjelöléseként.